# Boutoupa
Boutoupa est un village du Sénégal situé à l'ouest de la Casamance, à proximité de la frontière avec la Guinée-Bissau. C'est le chef-lieu de la communauté rurale de Boutoupa-Camaracounda dans l'arrondissement de Niaguis, le département de Ziguinchor et la région de Ziguinchor.

## Histoire
Le village est ancien, il a été fondé par les Manjaques vers 1890 sur les cendres du quartier de Gwoudj Woudj, petite localité Baïnounk. Le fondateur est Tchimbreuk dit Patron Gomis, assisté de son frère Formose Dakabarou Gomis qui lui succéda. Ils ont d'abord fondé le village d'Aringala, situé à quelques lieux de là, puis se sont installés à Boutoupa qui était un lieu bien plus verdoyant.
Le nom Boutoupa veut dire « vous mentez » ; ils ont en effet dû affronter des populations qui étaient déjà sur place et qui s'opposaient à leur installation, ils ont alors donné symboliquement ce nom au village pour exprimer aux opposants leur détermination à rester sur les lieux.
C'est Tchimbreuk qui hébergea Douta Camara, chasseur venu du soleil levant (Manding) et qui a donné son nom au village voisin de Camaracounda et dont le fils est toujours chef de ce village.
À l'époque coloniale, Boutoupa était un chef-lieu de canton qui regroupait l'actuel arrondissement de Niaguis et certains quartiers Est de Ziguinchor notamment Kandé, Kandialang, Djibok, Alwar.

## Administration
Le chef actuel du village est Joseph Gomis, et le président de la communauté rurale Lucien Gomis.
Devenu commune après l'acte 3 de la décentralisation de 2013 le village de Boutoupa est rattaché au village de Camaracounda et devient Commune de Boutoupa camaracounda, après Lucien Gomis, Malang Gassama est devenu Maire de la commune entre 2014 et 2022, Ousmane Sanding le Remplace à la suite des élections municipales du 23 Janvier 2022.

## Géographie
Les localités les plus proches sont Pouboul, Boffa, Dianoundio, Camaracounda, Pouboss, Baraka Banana, Baraka Fronteira et Baraka Poilao.

### Population
Lors du dernier recensement (2002), Boutoupa comptait 2 238 habitants et 133 ménages. Beaucoup de familles ont quitté le village à cause de l'insécurité à l'époque. Mais au début des années 2010, la population a presque triplé avec le retour des familles exilées.
Boutoupa est peuplé de Manjaques, Baïnounks, Diolas, Balantes, Mandingues, Peuls, Soninkés et Sérères.
La plupart des Manjaques établis en France sont nés ou déclarés à Boutoupa.

### Économie
Ce village, comme d'autres de la région, a fortement souffert du conflit en Casamance. Il est actuellement en forte reconstruction sous l'impulsion de l'État sénégalais et des associations de ressortissants basées à Dakar et en France, par exemple l'AADB (Association pour l'aide au développement de Boutoupa). Ce village est devenu depuis quelques années une des plus grandes plaques tournantes de la commercialisation de la noix d'anarcade en Casamance.

## Personnalités nées à Boutoupa
- Christian Mendy, footballeur
- Malick Sène, homme politique casamançais